# Mine Renard
La mine Renard est une mine de diamants située en Eeyou Istchee Baie-James, au Canada, ouverte en juillet 2014 Elle cesse temporairement ses opérations en 2023. La mine est située à environ 250 kilomètres de la communauté crie de Mistissini, et 350 kilomètres au nord de Chibougamau. 

## Historique
En juillet 2014, la firme SNC-Lavalin obtient le contrat d'ingénierie, de gestion et de construction (EPCM) de la mine. La mine est inaugurée en 2014, dans le cadre du Plan Nord du gouvernement du Québec. En décembre 2016, l'exploitant de la mine, Stornoway Diamond, annonce le début de la production commerciale à Renard. En 2019, on estime que le projet de la mine Renard a coûté 1 milliards d'investissements publics et privés. 
En octobre 2023, la mine cesse « temporairement » ses activités et se place sous la protection de ses créanciers, alors que le prix des diamants s'effondre. La mine licencie environ 85 % de ses effectifs, soit 425 travailleurs. 

## Projet de relance
En avril 2024 la minière australienne Ressources Winsome conclut une entente d'option d'achat exclusive, afin de racheter la mine et ses installations, pour 52 millions de dollars. La minière envisage convertir les installations pour le traitement de lithium.